# كلاتة شيخ ها (تشناران)
كلاتة شيخ‌ ها (بالفارسية: کلاته شیخ‌ها) هي قرية تقع في قسم بيزكي الريفي (مقاطعة تشناران) في إيران. يقدر عدد سكانها بـ 303 نسمة بحسب إحصاء 2016.